# Accords Bérard-Jordana
 Voir le traité sur Wikisource
Les accords Bérard-Jordana, conclus entre la France et l'Espagne à Burgos, siège du gouvernement nationaliste, le 25 février 1939, concernent officiellement une déclaration de bon voisinage. Diplomatiquement, cet accord est signé afin d'obtenir la neutralité espagnole en échange de la reconnaissance de la légitimité de Franco sur l'Espagne.

## Préambule
Depuis le 17 juillet 1936, l’Espagne est plongée dans une guerre civile, qui oppose les forces du gouvernement républicain issu des élections du 18 février 1936 aux Nationalistes, dirigés par le général Franco.
En 1939, la guerre est entrée dans sa phase finale au profit des forces nationalistes.
La bataille de l'Èbre s’est achevée en novembre 1938 par une défaite républicaine.
L'offensive de Catalogne, commencée le 23 décembre 1938, voit l’effondrement républicain avec la chute de Barcelone le 26 janvier 1939.
Les Nationalistes achèvent, du 5 au 10 février, l'occupation de la Catalogne et poussent devant eux le gouvernement républicain et 450 000 Espagnols à se réfugier en France.

## Contexte politique
La France doit répondre à deux problèmes :
- Celui des réfugiés, qui causera la mise en place des camps.
- Celui de ses relations avec le très probable vainqueur, Franco.

La France se trouvait donc devant un choix stratégique :
- Venir en aide d’une façon plus résolue aux Républicains.
- Reconnaître le gouvernement rebelle du général Franco pour obtenir sa neutralité lors d’un conflit éventuel avec l’Allemagne et l’Italie.

C’est cette dernière orientation qui est retenue par le ministre des affaires étrangères, Georges Bonnet, et le gouvernement d’Édouard Daladier, qui choisit comme négociateur Léon Bérard.
Les Nationalistes jouant sur la force de leurs alliés, en particulier de l’Allemagne nazie et sur la faiblesse de la France. Ils obtiennent satisfaction sur tous les points. Les putschistes acceptaient simplement de recevoir un ambassadeur de France à Burgos.

## Contenu

### Texte de la déclaration politique
Au moment où le gouvernement français, désireux de poursuivre ses relations officielles avec l’Espagne, se dispose à nouer des relations diplomatiques avec le gouvernement du "généralissime" Franco, les deux gouvernements croient devoir définir les principes qui régleront les rapports qui vont s’établir entre eux.
Le gouvernement français, convaincu que le gouvernement dictatorial d’Espagne réunit toutes les conditions nécessaires pour représenter officiellement l'État espagnol, prend acte, à la suite des entretiens de Burgos, que les déclarations réitérées du généralissime Franco et de son gouvernement expriment fidèlement les principes qui inspirent la politique internationale du gouvernement de l’Espagne.
En conséquence les deux gouvernements affirment leur volonté d’entretenir des relations amicales, de vivre en bon voisinage et de pratiquer au Maroc une politique de franche et loyale collaboration pour des intérêts coloniaux communs.

### Texte de la déclaration de bon voisinage
Comme conséquence de la résolution qu’ils ont prise, d’entretenir entre eux des rapports de bon voisinage, les deux gouvernements s’engagent à prendre toute mesure propre à surveiller étroitement, chacun sur son territoire, toute activité dirigée contre la tranquillité et la sécurité du pays voisin.
Le gouvernement français prendra notamment les mesures nécessaires pour interdire au voisinage de la frontière toute action de ressortissants espagnols qui serait contraire à la disposition ci-dessus.

### Assurances verbales
Assurances verbales données par le général Jordana sur le problème des réfugiés.
Le général Jordana et les hauts fonctionnaires du ministère des Affaires étrangères de l’Espagne putschiste ont déclaré formellement que leur gouvernement était disposé à "recevoir" tous les réfugiés, sans distinction, hommes, femmes, enfants qui s’étaient rendus en France. La frontière de leur pays est ouverte sans réserve, il est cependant certain que celles et ceux qui ont fui l'Espagne franquiste avaient des raisons de craindre d'être amenés devant des tribunaux de guerre franquistes ou d'être fusillés ou exterminés de façon arbitraire et sommairement.
Le gouvernement de Burgos autorise le gouvernement français à faire usage de ces déclarations.

### Texte sur les avoirs espagnols
Texte de la Déclaration sur les avoirs espagnols en France
Au moment où vont se nouer des relations diplomatiques entre le gouvernement français et le gouvernement du "généralissime" Franco, ce dernier rappelle l’importance toute particulière qu’il attache au retour de la nation espagnole de tous les avoirs qui se trouvent actuellement en France et dont la restitution à leur légitime propriétaire, qu’il s’agisse de l’État, des Corporations, des Sociétés ou des particuliers est considérée par lui comme juste et nécessaire.
Le gouvernement français reconnaissant l’équité de cette demande, s’engage à s’employer par tous les moyens qui relèvent de son pouvoir à assurer à la Nation espagnole le retour des biens dont il s’agit dans les délais les plus brefs.
Le gouvernement espagnol précise qu’il s’agit notamment des biens suivants : 

1° - L’or déposé comme gage d’un emprunt à la Banque de France de Mont-de-Marsan.

2° - Les armes et le matériel de guerre de toute catégorie appartenant au gouvernement ennemi ou qui lui était destiné.

3° - Le bétail de toute espèce entré d’Espagne en France contre le gré des légitimes propriétaires.

4° - Toute la flotte marchande ou de pêche sans discrimination du port d’enregistrement en Espagne.

5° - Tout le patrimoine artistique espagnol exporté depuis le 18 juillet 1936, contre la volonté des légitimes propriétaires ou possesseurs.

6° - Les dépôts d’or, de bijoux et de pierres précieuses, du numéraire, billets, monnaie, valeurs, titres, actions ou obligations etc. appartenant à l’État espagnol depuis le 18 juillet 1936, contre la volonté de leurs légitimes propriétaires ou possesseurs. 

7° - Tous véhicules sans distinction ni de nature ni de propriétaire, immatriculés en Espagne et détournés par exportation en France au préjudice de leurs légitimes propriétaires.
La situation spéciale dans laquelle se trouve le gouvernement espagnol à la suite de la guerre l’oblige à remettre à un examen ultérieur le règlement de toutes les questions non mentionnées dans le paragraphe précédent, qui seront traitées de part et d’autre dans un esprit de conciliation.
Signé, Léon Bérard et Jordana

## Conséquences
- Le 27 février 1939, la France et le Royaume-Uni reconnaissent Franco, signant ainsi l'arrêt de mort de la République espagnole.
- Le 1er avril 1939 : Franco fait diffuser depuis Burgos l'Último parte, communiqué de victoire déclarant que les armées putschistes ont atteint tous leurs objectifs militaires et que la guerre est terminée.
- Le 2 mars 1939, Philippe Pétain est nommé ambassadeur à Burgos pour surveiller, entre autres, le rapatriement des réserves d’or de la Banque d’Espagne et des toiles du musée du Prado.
- Ces engagements permettent de ne pas avoir à surveiller la frontière des Pyrénées entre le 2 septembre 1939 et l’invasion de 1940.
- Ces engagements sont une des raisons pour lesquelles le 23 octobre 1940, lors de l'entrevue d’Hendaye, Franco refuse à Hitler d'ouvrir ses frontières à leur passage vers Gibraltar et l'Afrique du Nord, ce qui ruine le plan d'invasion du Gibraltar.
- L'ambigüité du positionnement espagnol permet pendant l’occupation allemande à certains Français, Juifs, réfugiés et évadés de toutes nationalités de se sauver ou de continuer le combat en traversant l'Espagne.